# Lecanora subcavicola
Lecanora subcavicola är en lavart som beskrevs av B. D. Ryan. Lecanora subcavicola ingår i släktet Lecanora och familjen Lecanoraceae.   Inga underarter finns listade i Catalogue of Life.